# アスランベク・ブラツェフ
アスランベク・ブラツェフ（ロシア語: Асланбек Солтанович Булацев、1963年 - ）は、国際的には少数の国家が承認している南オセチア共和国の首相。北オセチア出身。ソ連国家保安委員会（KGB）、ロシア連邦保安庁（FSB）出身のシロヴィキ。

## 経歴
北オセチア自治ソビエト社会主義共和国プリゴロドヌイ地区ミハイロフスコエ村に生まれる。1979年-1982年、スタジアム「スパルターク」で働きながら、北オセチア国立大学夜間学部で学ぶ。1984年、簿記専攻で北オセチア国立大学経済学部を卒業。1984年-1986年、プリボロストロイ工場の先任会計官。
1987年-2006年、北オセチアKGB、FSB北オセチア局で勤務。
2006年-2008年10月、連邦税務庁（FNS）北オセチア局長
2008年10月、南オセチア共和国大統領令により、同国首相に任命。

## パーソナル
「スヴォーロフ・メダル」、「軍務における優秀さに対する」メダル、ロシア連邦大統領の感状を授与された。